# Església dels Quaranta Sants Màrtirs (Tàrnovo)

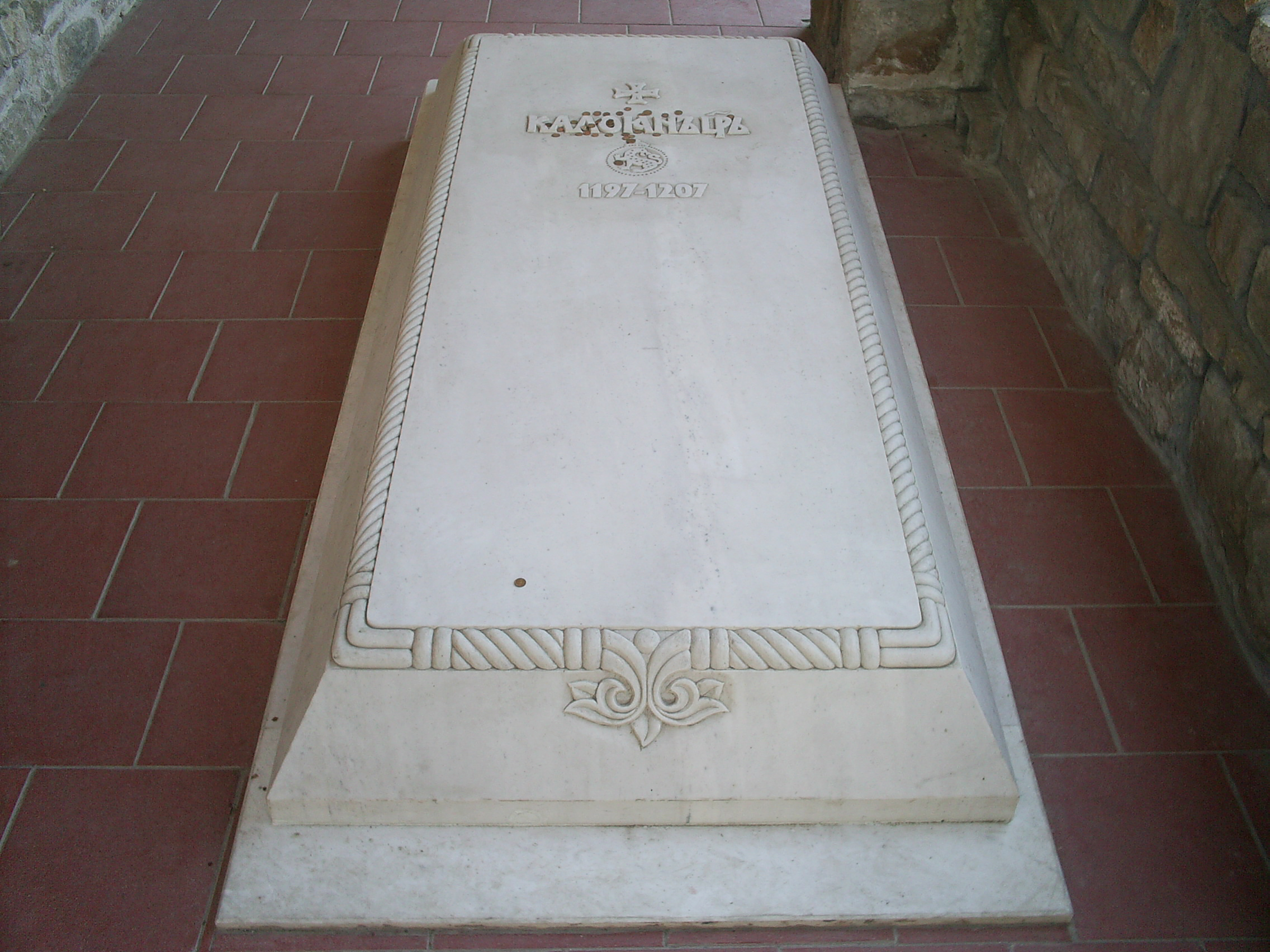
Túmul del canasubigi Kaloian de Bulgària

L'Església dels Quaranta Sants Màrtirs (en búlgar: църква "Св. Четиридесет мъченици" - tsarkva "Sv. Chetirideset machenitsi") és una església medieval ortodoxa construïda al 1230 a la ciutat de Veliko Tàrnovo, a Bulgària, l'antiga capital del Segon Imperi búlgar.

## Descripció

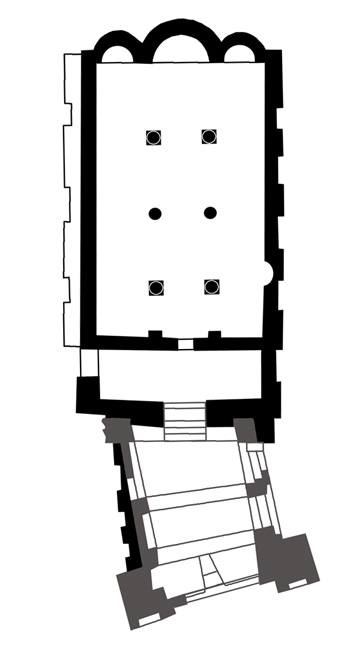
Plànol de l'església

L'església, una basílica allargada amb sis columnes, té tres absis semicirculars i un estret nàrtex a la banda oest. Un altre edifici fou construït després en aquest mateix costat. L'interior fou cobert de murals probablement l'any de la construcció. Al nou edifici de l'oest, algunes restes de la decoració exterior han sobreviscut, amb els tradicionals arcs i petites plaques de ceràmica acolorida inserides a la paret. No se sap del cert si l'església tenia frescs pintats a les parets externes.
Alguns dels registres històrics més importants de l'Imperi búlgar s'han preservat en l'església, com ara la "Columna d'Ivan Assén II", la "Columna d'Omurtag" i la columna de Rodost de l'època del kan Krum, aquestes dues últimes amb inscripcions en grec. La primera, coneguda com "Inscripció d'Omurtag a Tàrnovo", tracta de la construcció d'un nou palau al marge del Danubi, encara no localitzat, i també demana que les noves generacions recorden els fets d'Omurtag. La segona, sobre el "Fort de Rodost", està del revés. Aquestes columnes les hi diposità Ivan Assén II com a tribut als seus poderosos ancestres.

## Història
L'església, dedicada als Quaranta Màrtirs de Sebaste, fou construïda i pintada per ordre de l'emperador Ivan Assén II en homenatge a la seua victòria a Klokòtnitsa sobre les forces del Despotat de l'Epir, liderades per Teodor I Àngel-Comné Ducas, el 9 de març del 1230. El nom de l'església prové del fet que la batalla va ocórrer el dia de la festa dels Quaranta Màrtirs. Durant el regnat d'Ivan Assén, fou la principal església del monestir Gran Lavra, als peus del Tsarevets, al marge esquerre del riu Yantra.
Sant Sava, el més important sant de l'Església ortodoxa sèrbia, fou enterrat allí quan va morir el 14 de gener del 1235 o 1236 durant una visita la Tàrnovo, però les seues relíquies foren traslladades al Regne de Sèrbia el 6 de maig de 1237.
Els primers anys del domini otomà, l'església va preservar el caràcter cristià, possiblement fins a la primera meitat del segle xviii. Després fou convertida en mesquita, i això provocà la destrucció dels murals, de les icones i de la iconòstasi. Fins i tot l'estructura fou alterada el 1853 i només un nombre reduït de pintures va ser preservat, sobretot a la meitat nord del costat oest del nàrtex.
Algunes recerques arqueològiques en l'església es feren en la dècada del 1850, però les primeres excavacions en són del 1906 i 1914, després d'haver estat molt danyada en un terratrèmol al 1913.
La investigació arqueològica sistemàtica de l'església va començar al 1969. Tres anys després, una sepultura reial d'un home de 1,90 m d'alçada fou excavada i contenia un enorme anell de 61,1 g d'or amb una imatge heràldica i la inscripció Kaloyanov prasten (КАЛОANAVAНОВ ПРЪСТЕНЪ, "Anell de Kaloian) en negatiu. Després d'extenses obres de restauració, l'església dels Quaranta Sants Màrtirs va ser totalment renovada en la dècada del 2000 i reoberta al públic el 14 de setembre de 2006. Després de la reconstrucció, s'ha utilitzat com a lloc de repòs de les restes dels emperadors i nobles de Bulgària.
La independència de Bulgària de l'Imperi otomà fou proclamada pel tsar Ferran I de Bulgària el 22 de setembre de 1908 en aquesta església.

## Galeria

Imatges de l'església
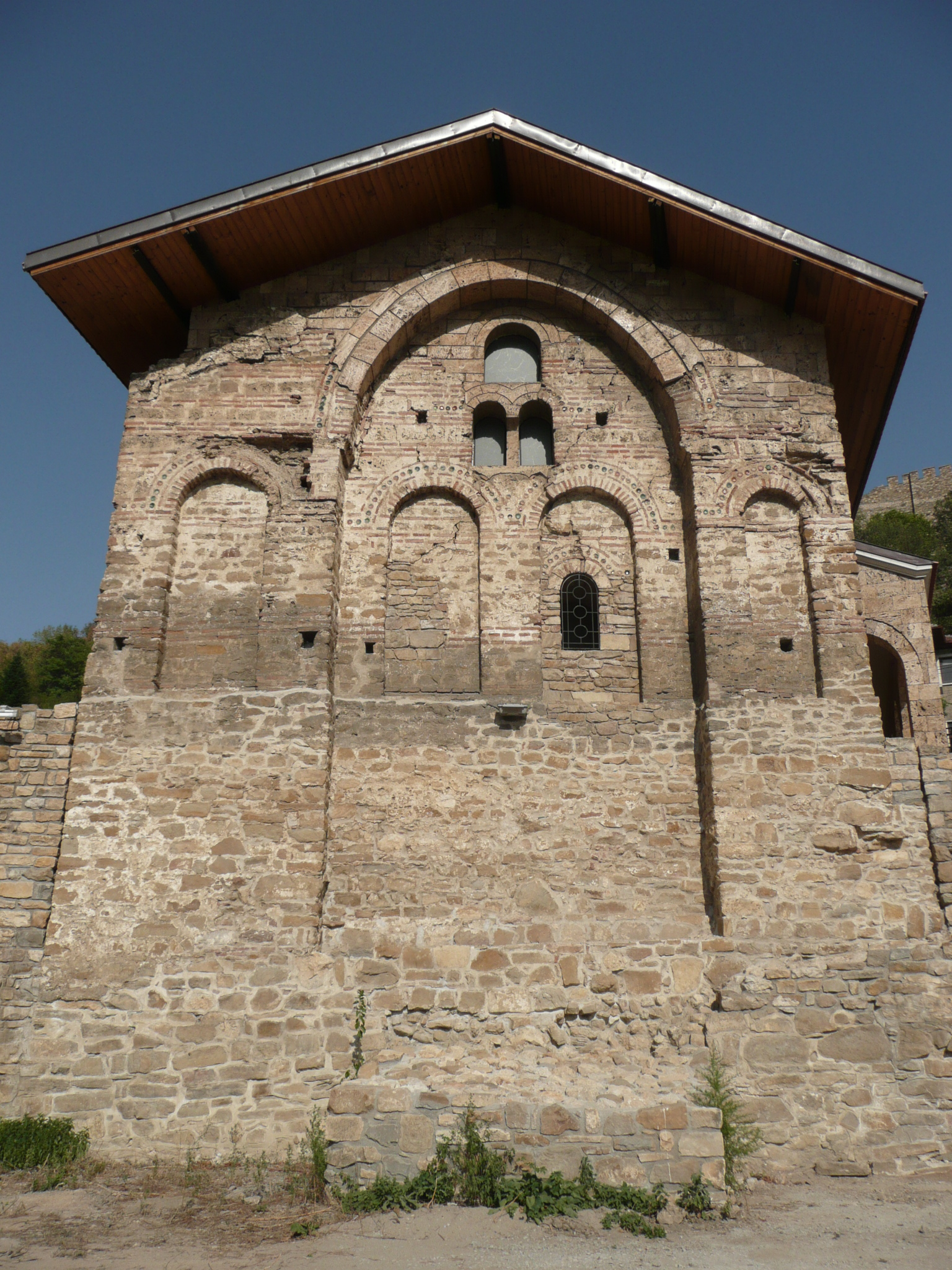
Façana oest
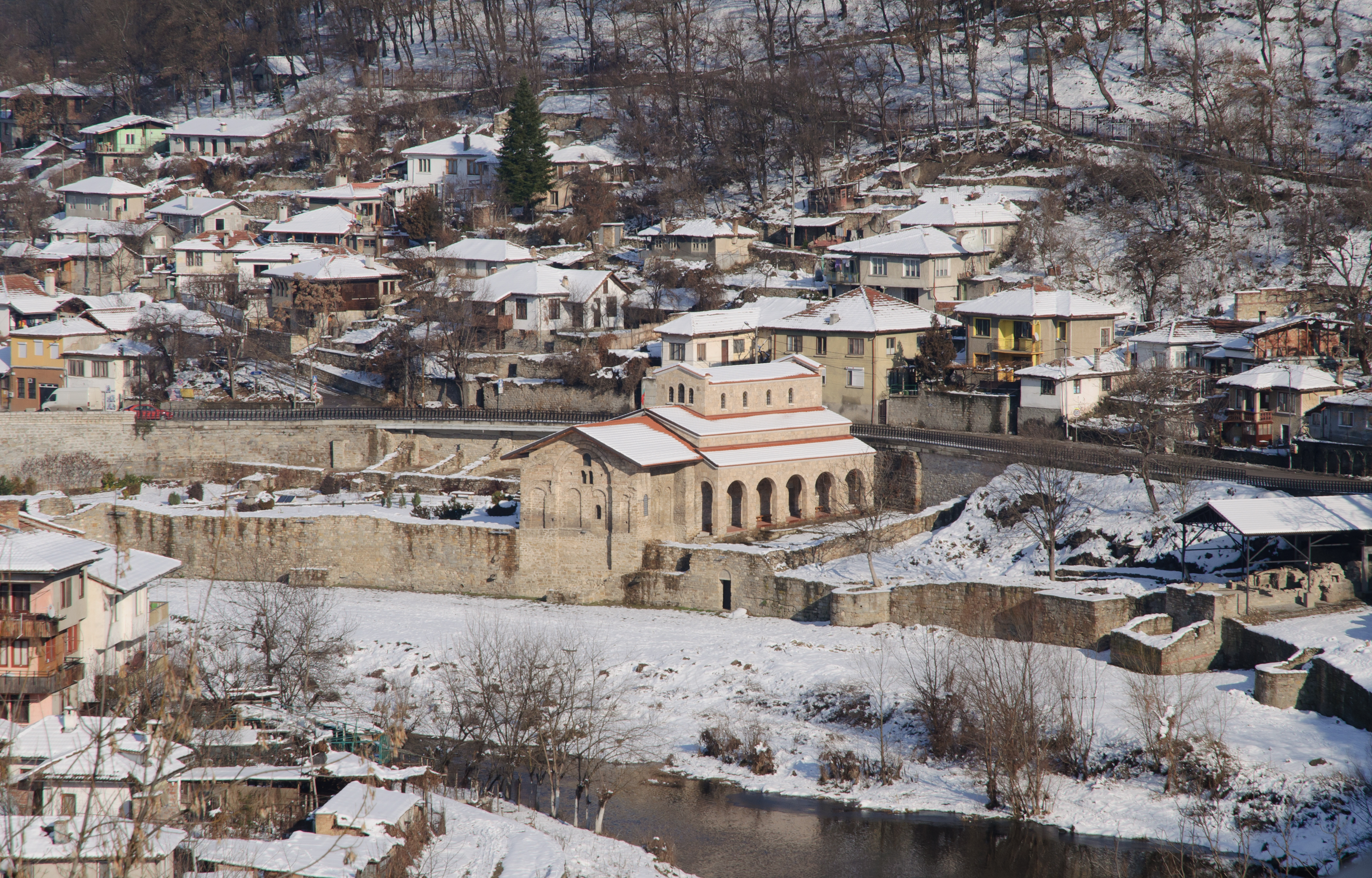
Vista des de l'exterior
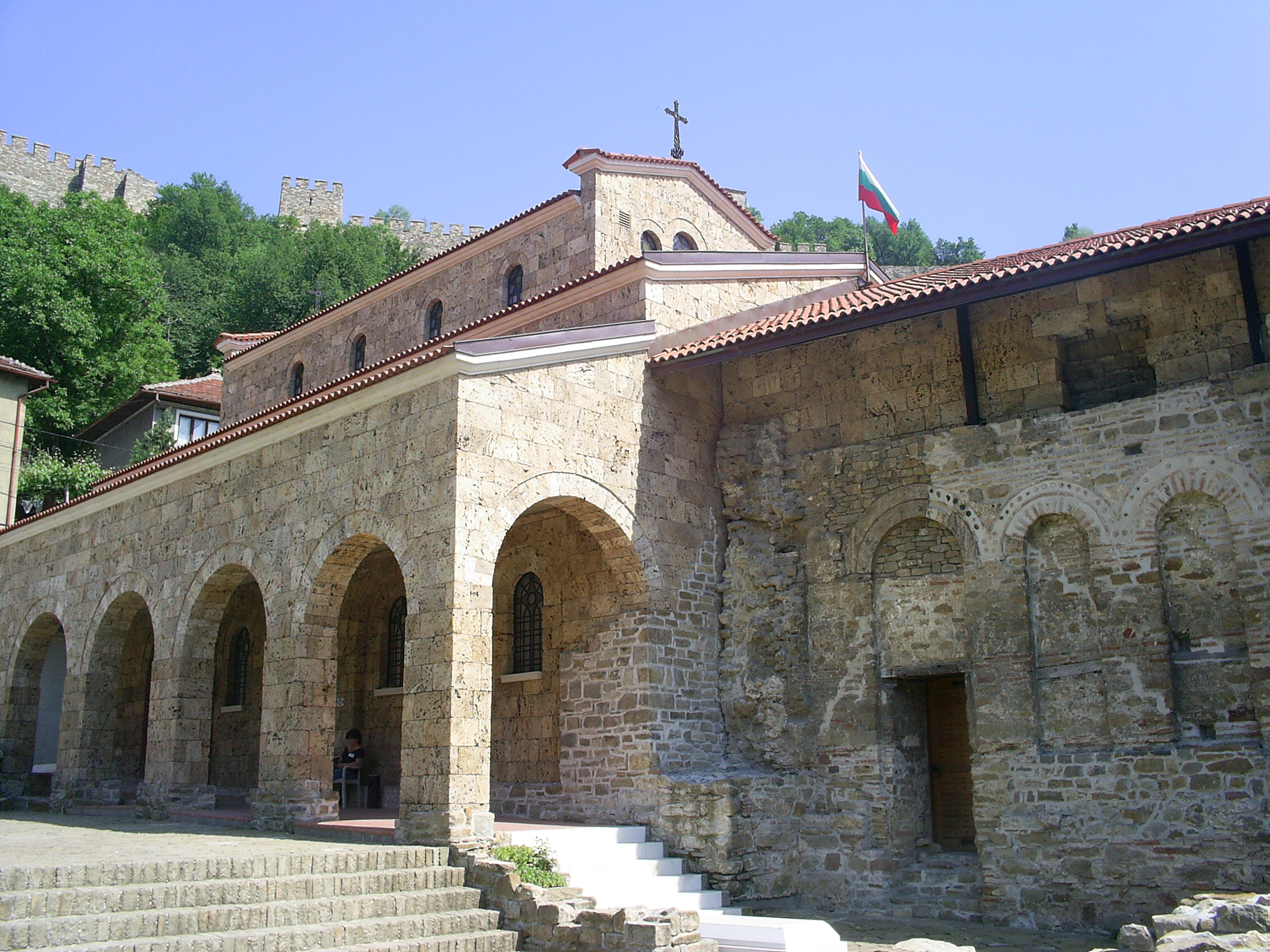
Exterior
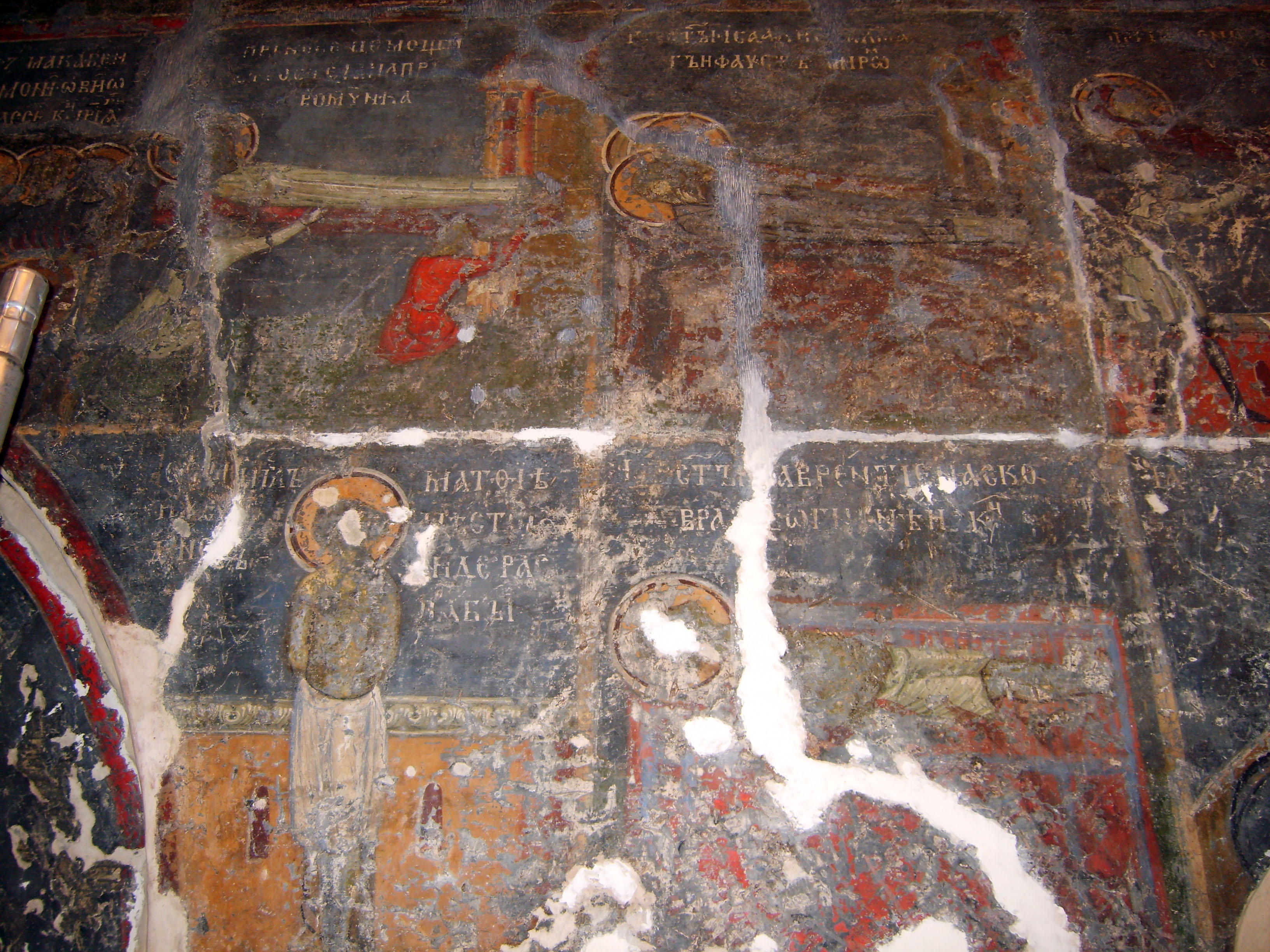
Frescs al nàrtex
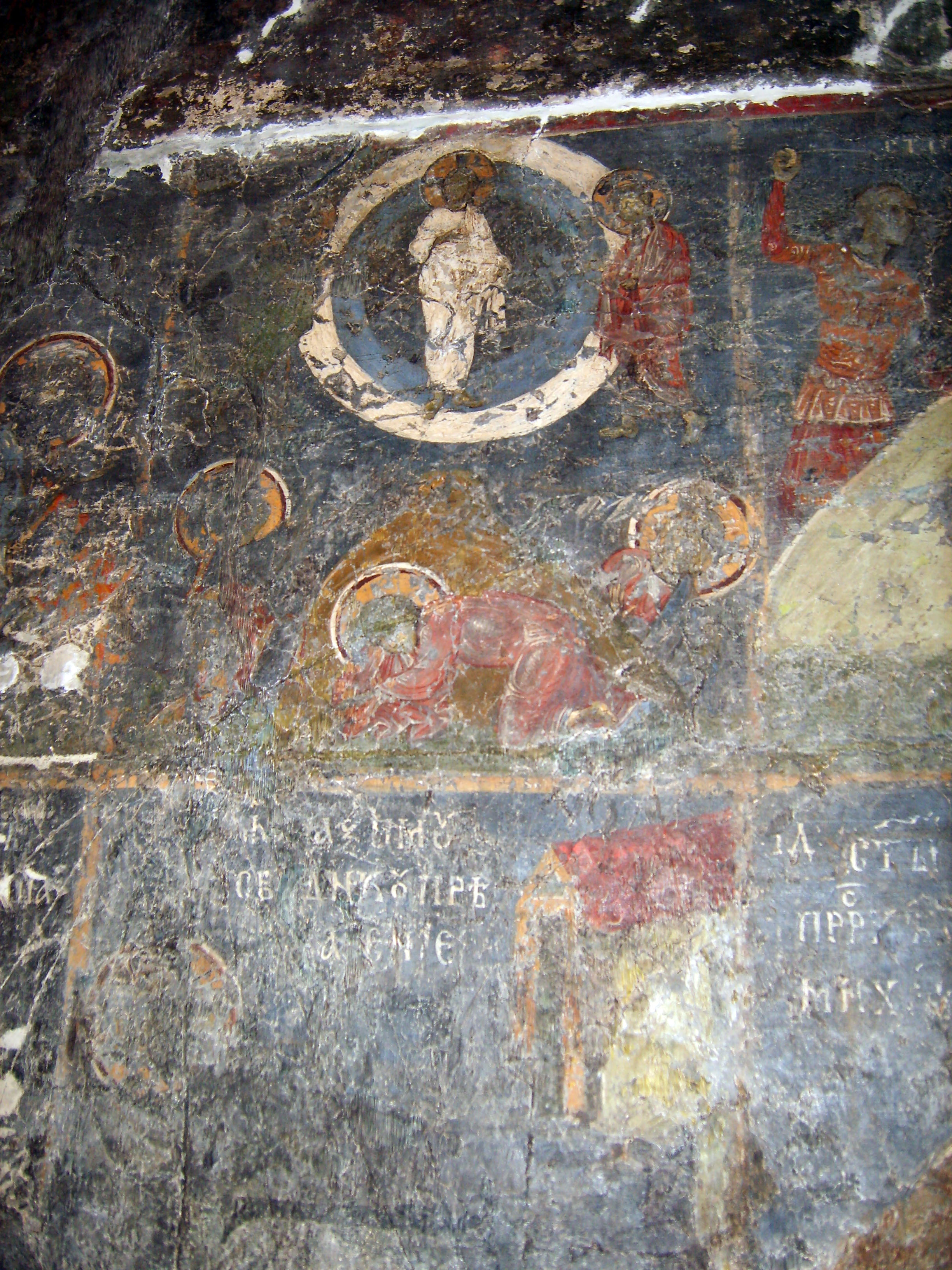
Frescs al nàrtex
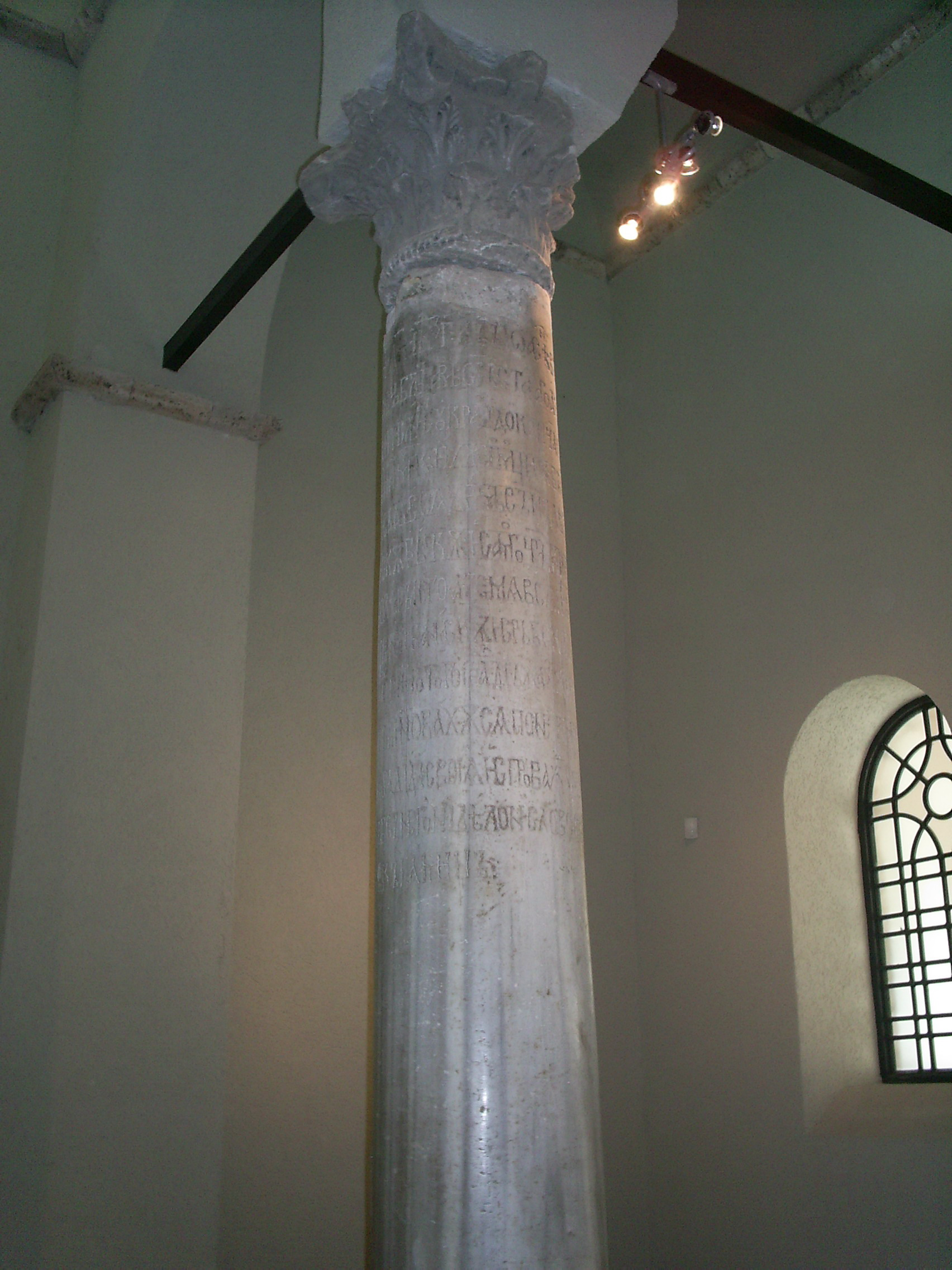
Columna d'Ivan Assén II